# Grądy Małe
Grądy Małe [pronunciación en polaco: /ˈɡrɔndɨ ˈmawɛ/] es un pueblo ubicado en el distrito administrativo de Gmina Jedwabne, dentro del Condado de Łomża, Voivodato de Podlaquia, en el norte de Polonia oriental. Se encuentra aproximadamente a 4 kilómetros al este de Jedwabne, a 22 kilómetros al noreste de Łomża, y a 58 kilómetros al oeste de la capital regional Białystok.